# Ringo Starr and His All Starr Band Volume 2: Live from Montreux
Ringo Starr and His All Starr Band Volume 2: Live From Montreux (рус. Ринго Старр и его "оркестр всех со Старром". Том 2: С концерта в Монтрё) — второй официально выпущенный концертный альбом Ринго Старра, вышедший 13 сентября 1993 года. Являющийся следующим концертным альбомом Старра после Ringo Starr and His All-Starr Band (1990), этот альбом отображает лучшие моменты его выступления вместе с All-Starr Band на джазовом фестивале в Монтрё 13 июля 1992 сразу же после выпуска студийного альбома Time Takes Time.
Старр в очередной раз выступал с поддержкой своего All-Starr Band, но в этот раз «звёздные» участники группы были немного другие. Из первого состава 1989—1990 года остались Джо Уолш и гитарист Нильс Лофгрен, новыми в составе стали мульти-инструменталисты Бёртон Каммингс, Тимоти Б. Шмит, Тодд Рандгрен, гитарист Дэйв Эдмундс, саксофонист Тимми Каппелло и сын самого Ричарда Старки, Зак Старки на барабанах.
Хотя Старр на этом выступлении и исполнял песни из Time Takes Time, он больше сделал акцент на песнях, которые пел в период своего участия в The Beatles, спев «Yellow Submarine», «With a Little Help From My Friends» и кавер-версию песни группы The Shirelles — «Boys», которая вошла в дебютный альбом The Beatles 1963 года, Please Please Me. Остальные участники All-Starr Band, как обычно, тоже исполнили каждый по одной или две песни из своего хитового репертуара.

## Выпуск альбома
Альбом Ringo Starr and His All Starr Band Volume 2: Live From Montreux был выпущен 13 сентября 1993 лейблом Rykodisc; нераспроданные остатки тиража в конечном счете были уничтожены к концу 1990-х годов.
В связи с большой занятостью Старра в проекте Антология The Beatles этот альбом стал его последним релизом вплоть до выхода в 1998 году альбома Vertical Man. Между двумя этими релизами Старр выпустил в 1997 году ограниченным тиражом концертный альбом Ringo Starr and His Third All-Starr Band-Volume 1, записанный во время тура All-Starr Band 1995 года, который продавался исключительно через сеть магазинов видеозаписей Blockbuster. Также в 1995 году был исключительно в рекламных целях (не для продажи) выпущен мини-сборник (EP) с четырьмя треками под названием 4-Starr Collection.

## Список композиций
| №   | Название                             | Автор(ы)                                                 | Ведущий вокал                                          | Длительность |
| --- | ------------------------------------ | -------------------------------------------------------- | ------------------------------------------------------ | ------------ |
| 1.  | «The Really „Serious“ Introduction»  |                                                          | Диалог перед выступлением — Куинси Джонс и Ринго Старр | 2:04         |
| 2.  | «I'm the Greatest»                   | Джон Леннон                                              | Ринго Старр                                            | 3:28         |
| 3.  | «Don’t Go Where The Road Don’t Go»   | Ричард Старки, Johnny Warman, Gary Grainger              | Ринго Старр                                            | 4:45         |
| 4.  | «Yellow Submarine»                   | Джон Леннон, Пол Маккартни                               | Ринго Старр                                            | 4:10         |
| 5.  | «Desperado»                          | Don Henley, Glenn Frey                                   | Джо Уолш                                               | 2:33         |
| 6.  | «I Can't Tell You Why»               | Дон Хенли, Glenn Frey, Timothy B. Schmit                 | Timothy B. Schmit                                      | 5:14         |
| 7.  | «Girls Talk»                         | Элвис Костелло                                           | Дэйв Эдмундс                                           | 3:35         |
| 8.  | «Weight of the World»                | Brian O’Doherty, Fred Velez                              | Ринго Старр                                            | 4:11         |
| 9.  | «Bang The Drum All Day»              | Тодд Рандгрен                                            | Тодд Рандгрен                                          | 3:40         |
| 10. | «Walking Nerve»                      | Нилс Лофгрен                                             | Нилс Лофгрен                                           | 4:06         |
| 11. | «Black Maria»                        | Тодд Рандгрен                                            | Тодд Рандгрен                                          | 5:27         |
| 12. | «In the City»                        | Джо Уолш, Barry DeVorzon                                 | Джо Уолш                                               | 4:33         |
| 13. | «American Woman»                     | Burton Cummings, Randy Bachman, Garry Peterson, Jim Kale | Burton Cummings                                        | 6:21         |
| 14. | «Boys»                               | Luther Dixon, Wes Farrell                                | Ринго Старр                                            | 3:50         |
| 15. | «With a Little Help from My Friends» | Джон Леннон, Пол Маккартни                               | Ринго Старр                                            | 7:07         |

## Участники записи
- Ринго Старр — барабаны, вокал
- Джо Уолш — гитара, клавишные, ток-бокс, вокал
- Nils Lofgren — гитара, вокал
- Тодд Рандгрен — гитара, барабаны, вокал
- Дэйв Эдмундс — гитара, вокал
- Burton Cummings — клавишные, гитара, тамбурин, губная гармоника, вокал
- Timothy B. Schmit — бас-гитара, гитара, вокал
- Зак Старки — барабаны
- Timmy Cappello — саксофон, перкуссия, вокал

(дается по)